# Catherine Lim
Catherine Lim (pinyin:Lín Báoyīn, n. 21 martie 1942, Penang⁠(d), Malaysia) este o scriitoare cu cetățenie în Singapore, însă ea s-a născut în Malaysia. Este cunoscută pentru scrierile sale despre societatea din Singapore și temele tradiționale ale culturii chineze.